# 타이디 (음악가)
타이슨 일링워스(Tyson Illingworth, 1987년 ~ )는 타이디(tyDi)라는 이름으로 잘 알려진 오스트레일리아의 음악 프로듀서이다.